# Aspirantura
Aspirantura (łac. aspirans – ubiegający się o coś) – studia doktoranckie w Rosji, na Ukrainie, w dawnym ZSRR i niektórych państwach powstałych po jego rozpadzie; w latach 1951–1958 także w PRL.
Po uzyskaniu tytułu magistra lub równoważnego mu tytułu zawodowego osoba, która pragnęła napisać doktorat w ZSRR, kierowana była na aspiranturę i odtąd miała status studenta studiów doktoranckich (ros. aspiránt). Do obowiązków aspiranta należało ukończenie 3-letnich studiów doktoranckich (ros. aspirantúra), w czasie których zaliczał pewną liczbę obowiązkowych zajęć podnoszących kwalifikacje naukowe i w ramach tzw. praktyki pedagogicznej uczestniczył jako obserwator w zajęciach bardziej doświadczonych wykładowców (praktyka ta wynosiła min. 50 godzin zajęć = 75 godzin zegarowych). Aspirantura kończyła się (oprócz samego napisania rozprawy doktorskiej) zdaniem 3 egzaminów – (1) ze specjalizacji naukowej; (2) z języka obcego; (3) z filozofii. W 2005 egzamin z filozofii zastąpiono egzaminem z historii i filozofii nauki. Napisanie rozprawy, wysłuchanie przepisanych zajęć, odbycie praktyki i zdanie wymaganych egzaminów było warunkiem koniecznym dopuszczenia aspiranta do obrony doktorskiej.
W swej istocie aspirantura była prototypem wprowadzanych obecnie w Europie w ramach procesu bolońskiego obowiązkowych studiów doktoranckich. System w ZSRR różnił się tym od współczesnego europejskiego, że osobne studia podnoszące kwalifikacje obowiązywały również po uzyskaniu stopnia „kandydata nauk” (= europ. doktor; podczas gdy ros. dóktor = europ. „doktor habilitowany”). W przypadku habilitacji, należało odbyć jeszcze kolejne studia.